# Agapetus quadratus
Agapetus quadratus är en nattsländeart som beskrevs av Martin E. Mosely 1930. Agapetus quadratus ingår i släktet Agapetus och familjen stenhusnattsländor. Inga underarter finns listade i Catalogue of Life.